# 嵊州市
29°36′N 120°49′E / 29.600°N 120.817°E
嵊州市是中华人民共和国浙江省绍兴市的一个县级市。位于浙江东部，曹娥江上游，东邻宁波市奉化区和余姚市，南毗新昌县、金华东阳市，西连诸暨市、北接上虞区。全市区域面积为1784.43平方公里。汉景帝四年始建县称剡，唐初曾设嵊州，北宋年间始名嵊县。1995年8月国务院批准嵊县撤县设市，同年12月正式更名嵊州市，嵊州市至今已有2170多年历史。市人民政府駐三江街道领带园五路1号。

## 历史沿革
嵊之名因其从山、从乘，“乘”古义“四马”，其境内四周有东簟山、南黄山、西白山、北嶀山，取“四山相合”之意。
在新石器时代就有人类繁衍生息，春秋时期属越国，秦时名剡，属会稽郡。汉景帝四年（前153年）置县，称剡县。王莽时易名尽忠县。东汉初复称剡县。隋朝大業元年（605年）属越州。唐朝武德四年（621年）升置嵊州，并置剡城县，八年（625年）复剡县。吴越中期改称赡县。
五代时，吴越王钱镠因钱塘（今杭州）至温州路途遥远，又以剡城“人物稍繁”，于后梁开平二年（908），析县东十三个乡置新昌县。
北宋复剡县，宣和三年（1121年）参与镇压裘日新（仇道人）的越州统帅刘韦合（《剡录》称知越州刘述古，似为一人）以以“剡”有兵火象，奏请朝廷把“剡”改为“嵊”县，始名嵊县。
南宋紹興元年（1131年）嵊县属绍兴府。元嵊县属绍兴路。明、清嵊县属绍兴府。
民國北洋時期屬會稽道，民國21年（1932年）屬第七特區，民國24年（1935年）屬第三區，民國37年（1948年）屬第二區，民國38年（1949年）屬第十區。
1949年5月6日至22日，绍兴全境解放，设浙江省第十专区，后属绍兴专区。1952年，属宁波专区。1964年，属绍兴专区。1983年，属绍兴市。1995年8月28日，国务院发文批准嵊县改设嵊州市，8月30日，民政部正式批复，9月8日，浙江省政府发出《关于撤销嵊县设立嵊州市的通知》。1995年12月6日，嵊县正式撤县设市，改名嵊州市。

## 行政区划
嵊州市下辖4个街道办事处、10个镇、1个乡：
剡湖街道、三江街道、鹿山街道、浦口街道、甘霖镇、长乐镇、崇仁镇、黄泽镇、三界镇、石璜镇、谷来镇、仙岩镇、金庭镇、下王镇和贵门乡。

## 人口
2022年初常住人口为68.82万人，其中城镇常住人口为39.97万人。户籍人口总数为71.45万人。

## 地理
嵊州市位于浙东丘陵中部，曹娥江上游，新嵊盆地中。市境的位置约在北纬29°19′45″--29°49′55″,东经120°27′23″--121°06′55″之间，东与奉化、余姚相邻，南和新昌交界，西连诸暨、东阳，北接上虞、绍兴，是北进杭州、南下温州，西通金华、东达宁波的要冲。嵊州市东西长64.1千米，南北宽松55.4千米，总面积1784.43平方千米，约11.8万公顷，占全省总面积的1.7%。属于典型的盆地地貌。南山水庫位於當中。

## 经济
中国综合实力百强县。拥有全球最大的领带专业批发市场中国领带城，是领带工业基地。厨房用具、电机、茶叶、服装加工等产业发展迅速。
第一高樓曾經為現代廣場。第一高樓現在是嵊州金陵保罗大酒店、嵊州吾悦广场。

## 交通

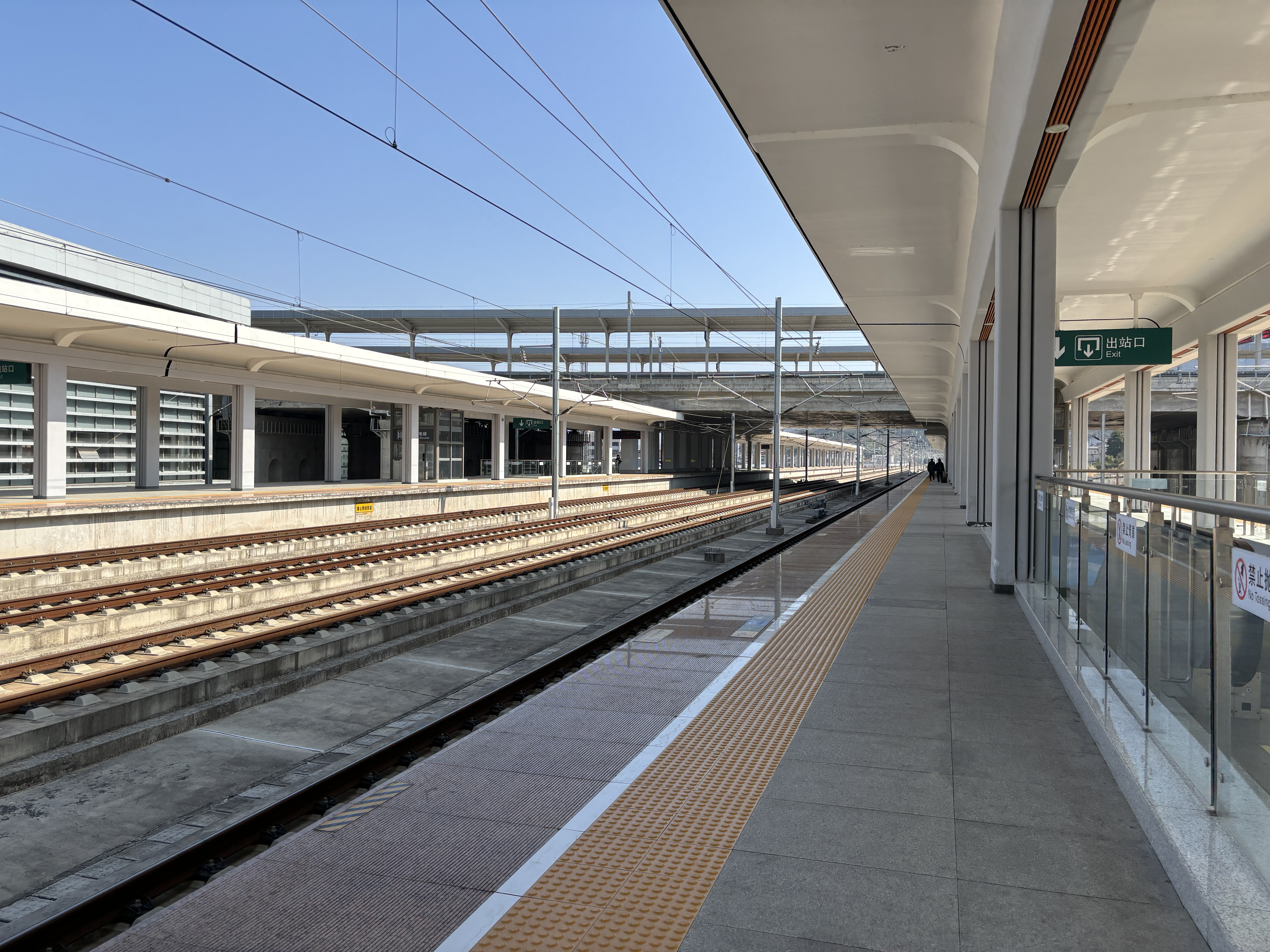
十字骑跨的嵊州新昌站

由于嵊州处于新嵊盆地中，历来处于交通枢纽位置，由于其地理位置重要，有多条公路过境。有 常台高速（上三高速公路）、 甬金高速和 苏台高速（杭绍台高速公路）交于境内。是浙东重要的交通枢纽，另有南北向的 104国道和东西向的37省道贯穿全境，三界镇有剡溪码头。嵊州于2022年1月通铁路，设嵊州新昌站，联通了甬金铁路和杭绍台城际铁路。嵊州市亦有计划建设轻轨与有轨电车项目。

## 城市设施

### 市区配套
- 高铁嵊州新昌站
- 嵊州市客运中心
- 雙塔大橋
- 東橋(嵊州)
- 嵊州大橋
- 南橋(嵊州)
- 西橋(嵊州)
- 長安橋
- 剡溪大橋[7]
- 城南大橋
- 南田大橋[8][9]
- 嵊州桥(甬金高速橋)
- 新昌江二橋[10]

## 教育
剡山书院，创建于清乾隆23年（1758年），浙江省七大书院之一。1900年，蔡元培先生聘任院长，制订“学约十条”，提倡科学的教学方法，开创新学之先河。1906年，书院易名剡山高等小学堂。1912年，学堂改称学校，裘翌芳先生出任校长，继往开来，勤奋耕耘。钟声敲岁月，校园育新苗。现为剡山小学。
鹿门书院（贵门更楼），建筑可分两部分，东为更楼，西为鹿门书院。鹿门书院系南宋学者吕规叔创建，著名理学家朱熹曾于此讲学，北门上镌朱熹“贵门”题字。更楼为吕规叔之子吕祖璟建。现建筑系清嘉庆三年(1798)重修。现存。
原嵊州市第一中学、嵊州市第二中学毕业生曾于2001年高考分获浙江省文理科状元。

### 重要学校
高中
- 嵊州中学（高中部） 省一级重点高级中学
  - 初名嵊县中学，先后易名嵊州中学（嵊州撤县设市后更名）、嵊州市第一中学，2012年与原民办嵊州中学合并，复称嵊州中学
- 马寅初中学（高中部）省二级重点高级中学
  - 原嵊州市第二中学，创建于1996年。1998年原马寅初中学高中部并入该校，2012年与原马寅初中学合并为完全中学，复称马寅初中学
- 嵊州爱德外国语学校（高中部）
- 其它乡镇高中

初中
- 嵊州中学（初中部）
  - 原民办嵊州中学，于2012年与原嵊州市第一中学合并为完全中学，原民办嵊州中学成为嵊州中学初中部
- 城关中学
- 马寅初中学（初中部）
  - 2012年与原嵊州市第二中学合并为完全中学，原马寅初中学成为初中部
- 嵊州爱德外国语学校（初中部）
- 其它乡镇中学

中专与职业学校
- 嵊州职业教育中心
- 嵊州市中等职业技术学校
- 嵊州市鹿山街道小砩中学
- 嵊州市越剧艺术学校
- 其它乡镇中专、职校

小学
- 剡山小学
- 鹿山小學
- 城北小學
- 城南小學
- 嵊州爱德外国语学校（小学部）
- 剡溪小学[12]
- 其它乡镇小学

## 文化
越剧诞生地，众多越剧名家为嵊州籍贯。拥有“越剧艺术家的摇篮”之称的嵊州市越剧艺术学校。拥有多个专业越剧艺术表演团，经常赴外地参加演出。其竹编艺术品和根雕艺术品各在亚洲和中国大陆有较高知名度和艺术评价。早年有藤纸和竹纸2大工艺，后逐渐失传。
剡客初指隐于剡溪的隐士戴逵、后由魏晋南北朝隐于剡溪的隐客泛指隐士。 唐 杨巨源 《奉酬端公春雪见寄》诗：“兴逸何妨寻剡客，唱高还肯寄巴人。”

## 旅游景点
现有百丈飞瀑、崇仁古镇、浙东大龙谷、瞻山风景区、南山湖风景区、书圣园、溪山第一楼、马寅初故居、越剧博物馆与温泉湖（浙江省嵊州温泉旅游度假区）等景区。

### 历史遗迹
现存马寅初故居、王金发故居、王晓籁故居、张伯岐故居、竺绍康故居、金声故居、苍岩老街、始宁街、崇仁老街、中山路、华堂老街、民族号手诞生地东前街、马寅初故里名人街、应天塔、艇湖塔、天章塔、越乡古戏台、绳武堂古戏台、玉山公祠古戏台、黄胜堂吕氏宗祠古戏台、炉峰庙古戏台、瞻山庙古戏台、卢氏宗祠古戏台、三国井——方井、古董井——东王井、双口井——吕字井、庭院井——玉山公祠井、井群井——观音井、罗星亭、清风亭、环水亭、止水亭、瞻山亭、义乐亭、金兰桥、玉成桥、访友桥、清风桥、逵溪石拱桥、苍岩石窗、崇仁老台门、竹园台门、御史台门、旗杆台门、百鹿台门、百鸟台门、贵门更楼等。

### 美食

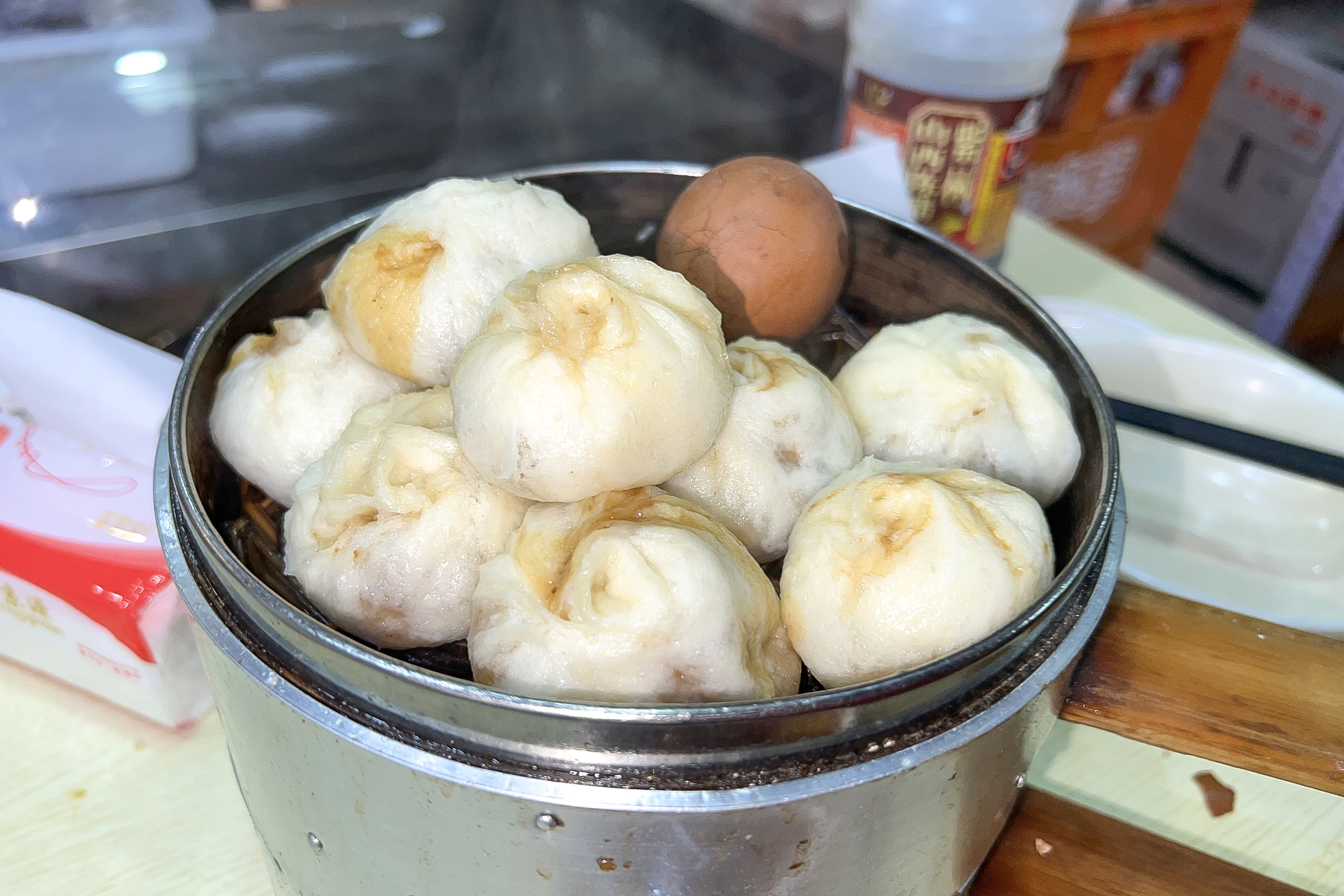
嵊州老面小笼包

美食有嵊州小笼包（对外误传为杭州小笼包）、鸡蛋大饼、炒年糕、炒榨面、榨面、小红毛、马头汤包、麦镬烧、麦虾汤、春饼、臭豆腐干、油氽果、青饺、粽子、麻糍饺、糯米果、油条、八宝饭、陈氏炖鸭、糟鸡、糟肉、六谷饼（玉米饼）、糖炒栗子、煨六谷蒲（爆米花）、糯米糖、河蟹等。

### 风俗
风俗有鸡蛋婚俗、亮眼汤、七月半家祭、冬至果、立夏撞鸡蛋等。

## 友好城市
- 慶山市
- 拉波
- 索维拉
- 西華沙縣